# 和田峯幸生
和田峯 幸生（わだみね ゆきお、1981年4月29日 - ）は、日本のプロボクサー。福岡県直方市出身。元OPBF東洋太平洋ライトフライ級王者。筑豊ボクシングジム所属。福岡県立筑豊高等学校卒業。

## 来歴
平成筑豊鉄道糒駅に併設された世界唯一の駅舎ジムである筑豊ボクシングジムに高校1年在学中に入門、ボクシングを始める。その戦績の大半が福岡県内である。
1999年4月18日、プロデビュー戦を谷川誠と行い4R判定ドロー。その後4連勝。
2000年10月6日、西部ライトフライ級新人王として、西日本新人王の岡島孝との対抗戦を大阪府立体育会館第2競技場で対戦し6R判定負けで初黒星と共に新人王戦で敗退した。
2001年3月18日、デビュー戦で引分けた谷川と再戦し、4R判定負けで2敗目を喫した。
2001年9月23日、大中元気と対戦し、4RKO勝ち。その後10連勝。
2005年11月15日、静岡県島田市中央体育館で増田信晃の持つ日本ライトフライ級王座に挑戦。10R判定で敗れ連勝ストップ。その後5連勝（5人ともタイ人）。
2008年3月15日、1度敗れている谷川と再戦し、3RKOで勝利する。
2008年11月3日、ソニー・ボーイ・ハロが世界戦のため返上し空位のOPBF東洋太平洋ライトフライ級タイトルを、同3位日本2位として同1位タイ同級チャンピオンのスリヤー・クローンパジョンと博多スターレーンで争う。2-1の12R判定で勝利し初のタイトル奪取に成功した。この試合前に勤めていた運送会社を退職しボクシングに専念できる環境にして結果を出した。また10月には長男が誕生しており二重の喜びとなった。
2009年3月29日、WBC13位にランクする時点で田川市への凱旋試合として家住勝彦（レイスポーツ）を迎えての初防衛戦が予定されていたが、3月16日に交通事故で負傷して入院し、退院後の25日には改めて全治3週間の診断を受け、試合は延期となった。
2009年12月8日、暫定王者、家住勝彦との東洋太平洋ライトフライ級王座統一戦を後楽園ホールで行い、1Rにダウンを2度奪われるなどペースを握れず0-3の判定で敗れ初防衛、王座統一に失敗した。